# Earl of Craven

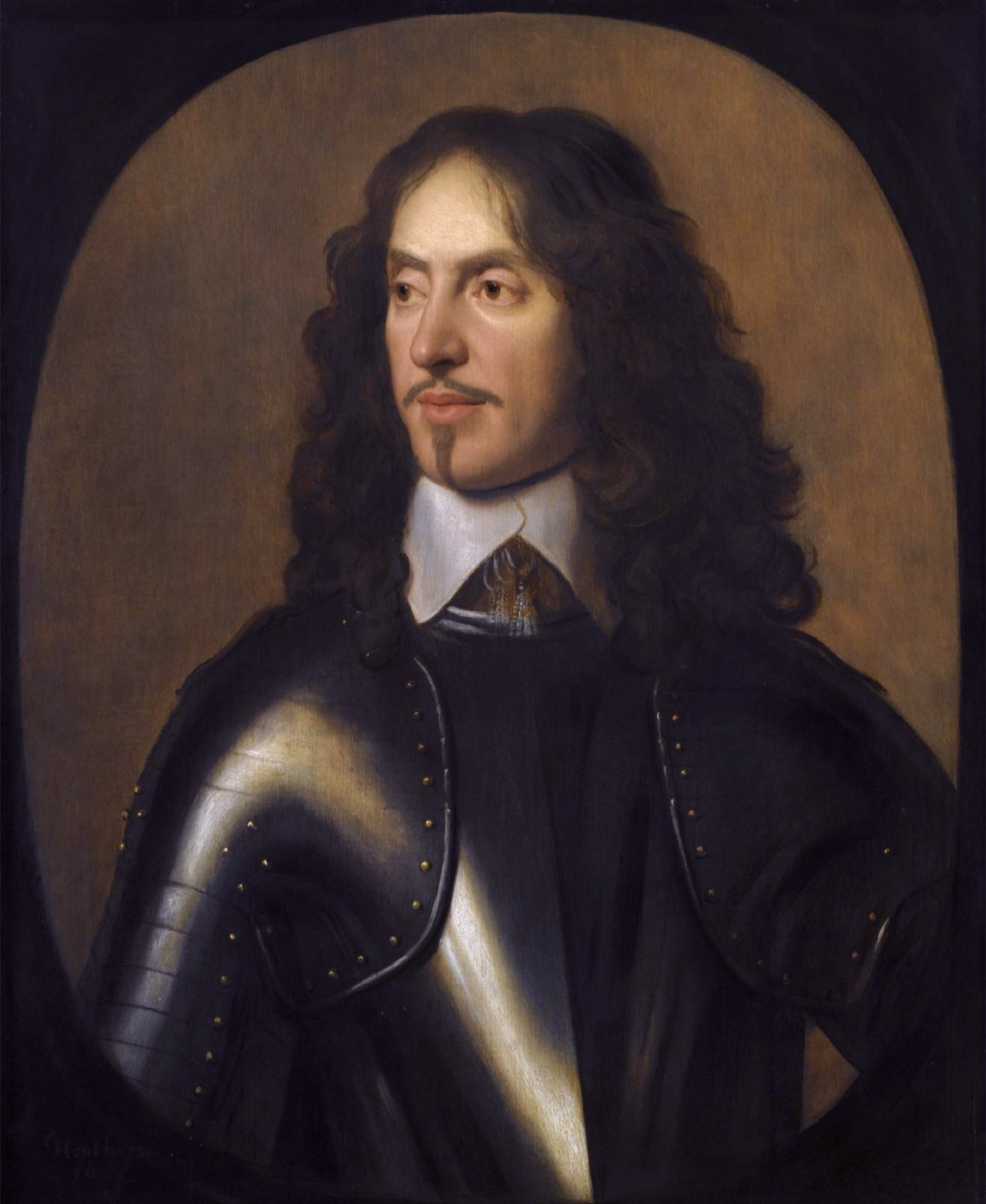
William Craven, 1. Earl of Craven (um 1640)

Wappen der Earls of Craven

Earl of Craven ist ein erblicher britischer Adelstitel, der je einmal in der Peerage of England und der Peerage of the United Kingdom vergeben wurde.

## Verleihungen und nachgeordnete Titel
Am 16. März 1664 wurde der Titel Earl of Craven, in the County of York, an William Craven, 1. Baron Craven verliehen, zusammen mit dem nachgeordneten Titel Viscount Craven, of Uffington in the County of Berkshire. Dieser war bereits am 12. März 1627 zum Baron Craven, of Hamstead Marshall in the County of Berkshire, erhoben worden, mit dem besonderen Zusatz, dass der Titel auch an seine Brüder John Craven (1610–1648) und Thomas Craven († 1637) vererbbar sei. Am 11. Dezember 1665 wurde ihm nochmals der Titel Baron Craven, of Hamstead Marshall in the County of Berkshire, verliehen, diesmal mit dem besonderen Zusatz, dass der Titel auch an seinen Neffen zweiten Grades Sir William Craven (1638–1695) vererbbar sei. All diese Titel gehören zur Peerage of England. Als er 1697 unverheiratet und kinderlos starb, waren seine Brüder bereits kinderlos verstorben, so dass alle seine Titel erloschen, außer der Baronie von 1665, die William Craven (1668–1711), der Sohn des oben genannten Sir William Craven, als 2. Baron erbte.
Dessen Nachfahre, der 7. Baron, wurde am 18. Juni 1801 in der Peerage of the United Kingdom zum Earl of Craven, mit dem nachgeordneten Titel Viscount Uffington, in the County of Berkshire, erhoben. Seine Nachfahren führen die Titel bis heute.

## Baron Craven of Ryton
Dem Bruder des 1. Earls erster Verleihung, John Craven, wurde am 21. März 1643 der Titel Baron Craven, of Ryton in the County of Shrewsbury, verliehen. Der Titel erlosch, als dieser 1648 kinderlos starb.

## Liste der Earls und Barone of Craven

### Earls of Craven, erste Verleihung (1664)
- William Craven, 1. Earl of Craven, 1. Baron Craven (1608–1697)

### Barone Craven (1665; Fortsetzung)
- William Craven, 2. Baron Craven (1668–1711)
- William Craven, 3. Baron Craven (1700–1739)
- Fulwar Craven, 4. Baron Craven († 1764)
- William Craven, 5. Baron Craven (1705–1769)
- William Craven, 6. Baron Craven (1738–1791)
- William Craven, 7. Baron Craven (1770–1825) (1801 zum Earl of Craven erhoben)

### Earls of Craven, zweite Verleihung (1801)
- William Craven, 1. Earl of Craven (1770–1825)
- William Craven, 2. Earl of Craven (1809–1866)
- George Craven, 3. Earl of Craven (1841–1883)
- William Craven, 4. Earl of Craven (1868–1921)
- William Craven, 5. Earl of Craven (1897–1932)
- William Craven, 6. Earl of Craven (1917–1965)
- Thomas Craven, 7. Earl of Craven (1957–1983)
- Simon Craven, 8. Earl of Craven (1961–1990)
- Benjamin Craven, 9. Earl of Craven (* 1989)

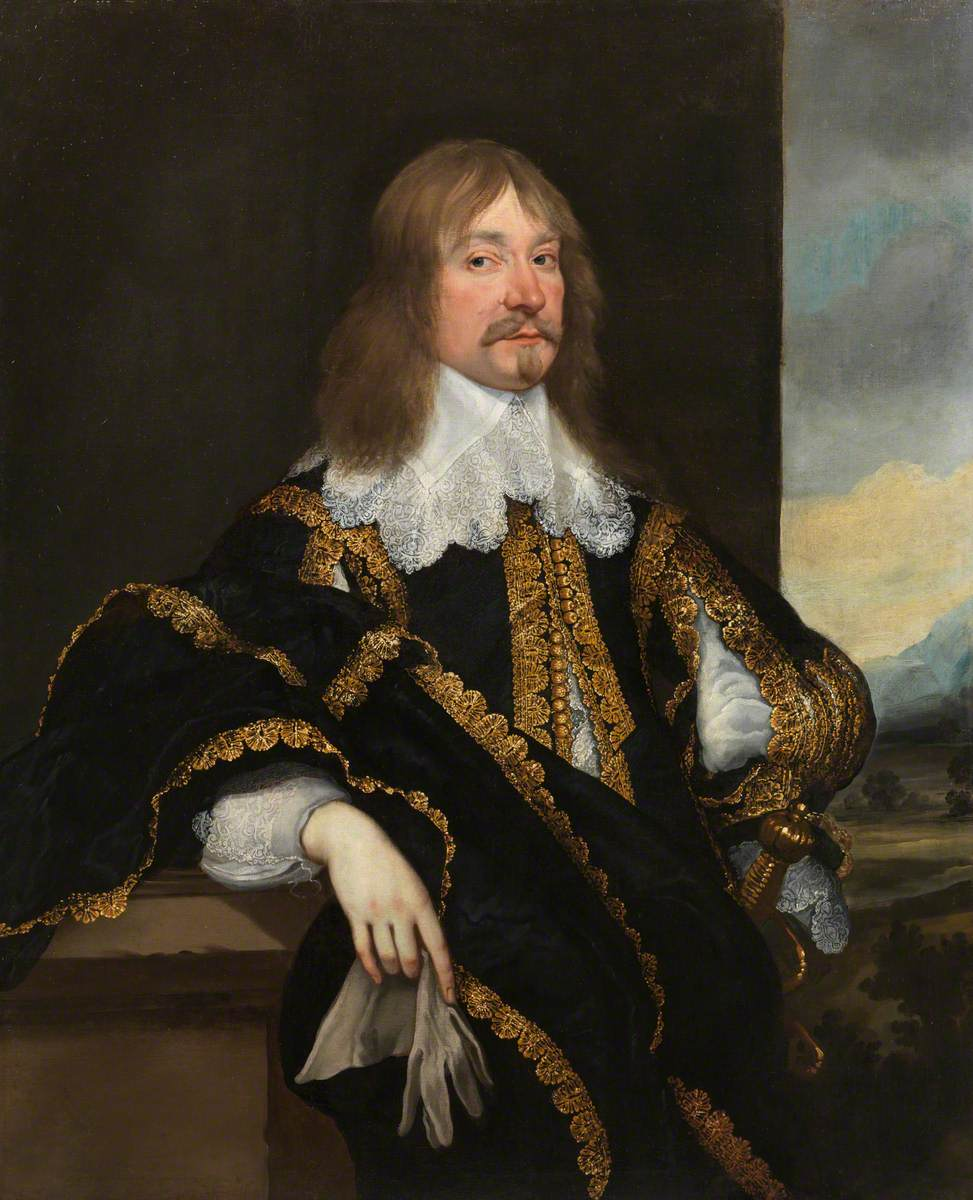
John Craven, 1. Baron Craven of Ryton

Aktuell existiert kein Titelerbe.

### Barone Craven of Ryton (1643)
- John Craven, 1. Baron Craven of Ryton (1610–1648)